# بي. أ. ويلسون
بي. أ. ويلسون (بالإنجليزية: B. A. Wilson)‏ هو سائق سباق أمريكي، ولد في 6 يناير 1971 في بونهام في الولايات المتحدة.